# Préparation de commandes
La préparation de commandes ou picking est l'opération qui consiste à prélever et rassembler les articles dans la quantité spécifiée par la commande avant l'expédition de celle-ci.

## Principes
Le picking peut se réaliser suivant le principe :
- « homme vers article », lorsque le préparateur se déplace jusqu'au lieu de prélèvement de l'article (adresse de picking) et y prélève le nombre d'articles commandés ;
- « article vers homme », lorsque l'article est sorti automatiquement du stock et arrive devant (ou à proximité) du préparateur qui doit prélever le nombre d'articles nécessaire.

Toute erreur lors de cette opération entraîne des erreurs de livraisons et des écarts dans les stocks ; c'est pourquoi on utilise des moyens de contrôle et de vérification tels que scanner, pesée des articles en sortie, RFID...

## Moyens techniques
- Liste à servir (liste de picking) : liste sur laquelle sont spécifiés l'emplacement de l'article, son numéro, sa désignation et la quantité à prélever.
- Terminal mobile : petit terminal informatique disposant d'un scanner et relié par radio au Warehouse Management Systems et permettant au préparateur d'obtenir des informations liées à la commande à préparer mais également à mettre à jour les données dans le système.
- Pick by voice / voice picking : le préparateur est équipé d'un petit boîtier relié par radio au Warehouse Management Systems qui lui dicte à l'aide d'un casque audio où aller, quel article prélever et en quelle quantité. Un microphone permet à l'opérateur de confirmer les ordres. Avec ce moyen, l'opérateur a les "yeux" et les deux mains libres.
- Pick to light / pick by light : le préparateur se dirige là où un voyant lui indique d'aller et il y prélève la quantité d'articles indiquée sur un afficheur se trouvant au niveau de la place de picking. Nécessite un voyant et un afficheur par place de picking.

Le choix de la méthode de picking se fait en fonction du nombre d'articles, de la taille moyenne de la liste de picking et du nombre d'articles moyen par ligne de la liste.

## Équipement
Le préparateur de commande peut avoir à utiliser un chariot élévateur motorisé : pour cela, en France, il peut obtenir le CACES, qui n'est pas une obligation. Une autorisation de conduite (AC) peut-être délivrée en interne (source E-C-F).

## Conditions de travail
L'activité de préparation de commandes étant constituée essentiellement de manutentions, elle représente une activité professionnelle particulièrement pénible et accidentogène. En effet, selon l'INRS, le taux de fréquence des accidents du travail en préparation de commandes est très supérieur à la moyenne française et est même significativement au-dessus du secteur du bâtiment et des travaux publics. Ces conditions de travail exposent les préparateurs à un risque accru sur des pathologies telles que des lombalgies ou des tendinites. Ainsi, nombre de logisticiens s'engagent dans des démarches d'amélioration des conditions de travail et de l'ergonomie sur les processus de préparation de commandes. 